# Josh Webster
Josh Webster (ur. 6 lutego 1994 roku w Chelmsford, Anglia) – brytyjski kierowca wyścigowy.

## Życiorys

### Początki kariery
Webster karierę rozpoczął w roku 2008, od startów w kartingu. W 2010 roku zadebiutował w serii wyścigów samochodów jednomiejscowych – Brytyjskiej Formule Renault BRDC. Webster sięgnął po tytuł mistrzowski w zimowej edycji (wygrał pięć wyścigów), natomiast w letniej czterokrotnie stawał na podium i ostatecznie zmagania zakończył na 4. miejscu.
W drugim roku startów Webster walczył o tytuł mistrzowski z Dino Zamparellim. Brytyjczyk dziewięciokrotnie plasował się w czołowej trójce, z czego trzykrotnie na najwyższym stopniu (dwukrotnie zdobył pole position oraz czterokrotnie uzyskał najszybsze okrążenie). Ostatecznie przegrał walkę różnicą zaledwie dziewięciu punktów.
W sezonie 2012 odszedł z Fortec Motorsport i postanowił podpisać kontrakt z MGR Motorsport. Ponownie uczestniczył w batalii o miano najlepszego, tym razem jednak ze Scottem Malvernem. I tym razem dziewięć razy meldował się w czołowej trójce, w tym aż pięciokrotnie na pierwszym miejscu, jednak trzy lokaty poza czołową dziesiątką, w przypadku konsekwencji rywala, skutkowały porażką w walce o tytuł. Jeszcze przed rozpoczęciem sezonu letniego, Webster zaliczył udział w zimowym cyklu głównej edycji brytyjskiej edycji Formuły Renault. We wszystkich startach dojechał w czołowej dziesiątce, a podczas pierwszego wyścigu, na torze Rockingham, stanął na średnim stopniu podium. Zdobyte punkty sklasyfikowały go na 4. pozycji. Starty zanotował w zespole Marka Burnetta, razem z Polakiem Tomkiem Krzemińskim. Oprócz startów w Formule Renault, Brytyjczyk wystartował również w prestiżowym wyścigu Masters of Formuła 3. Debiut w bolidzie F3 nie był jednak udany, bowiem w kwalifikacjach zajął ostatnią pozycję, natomiast w wyścigu dojechał na 16. lokacie ze stratą prawie jednego okrążenia.

### Seria GP3
Na sezon 2013 Webster podpisał kontrakt z kanadyjską ekipą Status GP, na starty w Serii GP3. Jednak w żadnym z szesnastu wyścigów, w których wystartował, nie zdołał zdobyć punktów. Ostatecznie został sklasyfikowany na 28 pozycji w klasyfikacji końcowej.

## Wyniki

### GP3
| Legenda oznaczeń w tabelach wyników Wyświetl szablon na nowej stronie | Legenda oznaczeń w tabelach wyników Wyświetl szablon na nowej stronie                                                                     |
| Oznaczenie                                                            | Wyjaśnienie |
| --------------------------------------------------------------------- | --- |
| Złoty                                                                 | Zwycięzca lub mistrzostwo |
| Srebrny                                                               | 2. miejsce lub wicemistrzostwo |
| Brązowy                                                               | 3. miejsce lub II wicemistrzostwo |
| Zielony                                                               | Ukończył, punktował (w klasyfikacji generalnej, gdy zdobył co najmniej jeden punkt na przestrzeni sezonu, poza trzema powyższymi opcjami) |
| Niebieski                                                             | Ukończył, nie punktował (w klasyfikacji generalnej, gdy nie zdobył co najmniej jednego punktu na przestrzeni sezonu)                      |
| Czerwony                                                              | Nie zakwalifikował się (NZ) |
| Czerwony                                                              | Nie prekwalifikował się (NPK) |
| Różowy                                                                | Nie ukończył (NU) |
| Różowy                                                                | Niesklasyfikowany (NS) (w klasyfikacji generalnej, gdy nie został sklasyfikowany w żadnym wyścigu sezonu)                                 |
| Czarny                                                                | Zdyskwalifikowany (DK) |
| Czarny                                                                | Wykluczony (WYK/EX) |
| Biały                                                                 | Nie wystartował (NW) |
| Biały                                                                 | Kontuzjowany (K/INJ) |
| Biały                                                                 | Wyścig odwołany (OD/C) |
| Bez koloru                                                            | Został wycofany (WYC/WD) |
| Bez koloru                                                            | Nie przybył (NP/DNA) |
| Bez koloru                                                            | Nie brał udziału w treningach (NT/DNP) |
| Bez koloru                                                            | Nie został zgłoszony (–) |
| Pogrubienie                                                           | Start z pole position |
| Kursywa                                                               | Najszybsze okrążenie wyścigu |
| †                                                                     | Nie ukończył, ale jego rezultat został zaliczony ze względu na przejechanie więcej niż 90% dystansu wyścigu.                              |
| *                                                                     | Sezon w trakcie |
| 1/2/3                                                                 | Punktowana pozycja w sprincie kwalifikacyjnym                                                                                             |
| Lista systemów punktacji Formuły 1                                    | |

| Rok  | Zespół    | Wyniki w poszczególnych eliminacjach | Wyniki w poszczególnych eliminacjach | Wyniki w poszczególnych eliminacjach | Wyniki w poszczególnych eliminacjach | Wyniki w poszczególnych eliminacjach | Wyniki w poszczególnych eliminacjach | Wyniki w poszczególnych eliminacjach | Wyniki w poszczególnych eliminacjach | Wyniki w poszczególnych eliminacjach | Wyniki w poszczególnych eliminacjach | Wyniki w poszczególnych eliminacjach | Wyniki w poszczególnych eliminacjach | Wyniki w poszczególnych eliminacjach | Wyniki w poszczególnych eliminacjach | Wyniki w poszczególnych eliminacjach | Wyniki w poszczególnych eliminacjach | Punkty | Pozycja |
| ---- | --------- | ------------------------------------ | ------------------------------------ | ------------------------------------ | ------------------------------------ | ------------------------------------ | ------------------------------------ | ------------------------------------ | ------------------------------------ | ------------------------------------ | ------------------------------------ | ------------------------------------ | ------------------------------------ | ------------------------------------ | ------------------------------------ | ------------------------------------ | ------------------------------------ | ------ | ------- |
| 2013 | Status GP | ESP                                  | ESP                                  | VAL                                  | VAL                                  | GBR                                  | GBR                                  | DEU                                  | DEU                                  | HUN                                  | HUN                                  | BEL                                  | BEL                                  | ITA                                  | ITA                                  | ARE                                  | ARE                                  | 0      | 28      |
| 2013 | Status GP | NU                                   | NU                                   | 17                                   | 18                                   | 16                                   | 16                                   | NU                                   | NU                                   | 21                                   | DK                                   | NU                                   | 18                                   | NU                                   | 16                                   | 21                                   | 22                                   | 0      | 28      |

### Podsumowanie
| Sezon | Seria                                      | Zespół                  | Wyścigi | Zwycięstwa | PP | NO | Punkty | Poz. koń. |
| ----- | ------------------------------------------ | ----------------------- | ------- | ---------- | -- | -- | ------ | --------- |
| 2010  | Formuła Renault BARC                       | Fortec Motorsport       | 12      | 0          | 0  | 1  | 251    | 4         |
| 2010  | Formuła Renault BARC (edycja zimowa)       | Fortec Motorsport       | 6       | 5          | 4  | 6  | 52     | 1         |
| 2010  | Autosport Young Guns                       |                         |         |            |    |    |        | 11        |
| 2011  | Formuła Renault BARC                       | Fortec Motorsport       | 12      | 3          | 2  | 4  | 286    | 2         |
| 2011  | Finał Brytyjskiej Formuły Renault          | Mark Burdett Motorsport | 6       | 0          | 0  | 0  | 108    | 4         |
| 2012  | Formuła Renault BARC                       | MGR Motorsport          | 12      | 5          | 4  | 3  | 335    | 2         |
| 2012  | Masters of Formula 3                       | T-Sport                 | 1       | 0          | 0  | 0  | N/A    | 16        |
| 2013  | Seria GP3                                  | Status GP               | 16      | 0          | 0  | 0  | 0      | 28        |
| 2014  | Porsche Supercup                           | Porsche Cars GB         | 1       | 0          | 0  | 0  | 0      | NS        |
| 2014  | Brytyjskie Puchar Porsche Carrera          | Redline Racing          | 19      | 5          | 3  | 4  | 357    | 1         |
| 2015  | Porsche Supercup                           | Team Parker Racing      | 1       | 0          | 0  | 0  | 0†     | NS†       |
| 2015  | Brytyjski Puchar Porsche Carrera           | Team Parker             | 16      | 1          | 3  | 0  | 203    | 3         |
| 2015  | Niemiecki Puchar Porsche Carrera – Klasa A | KÜS Team75 Bernhard     | 2       | 0          | 0  | 0  | 24     | 8         |

† – Webster nie był zaliczany do klasyfikacji.